# كارلو مامو
كارلو مامو (بالإنجليزية: Carlo Mamo)‏ هو لاعب كرة قدم مالطي في مركز الدفاع، ولد في 23 أبريل 1979 في ترزين في مالطا. شارك مع منتخب مالطا تحت 21 سنة لكرة القدم ومنتخب مالطا لكرة القدم. أما مع النوادي، فقد لعب مع سلايما واندريرز ونادي بيركيركارا ونادي تاركسيين راينباوز ونادي مارساشلوك.

## وصلات خارجية
- كارلو مامو على موقع قاعدة بيانات كرة القدم.إي يو (الإنجليزية)
- كارلو مامو على موقع ناشيونال فوتبول تيمز (الإنجليزية)
- كارلو مامو على موقع Soccerbase.com (لاعب) (الإنجليزية)
- كارلو مامو على موقع Soccerway.com (الإنجليزية)